# Argalant
Argalant (mongoliska: Аргалант Сум, Аргалант, Argalant Sum) är ett distrikt i Mongoliet.   Det ligger i provinsen Töv, i den centrala delen av landet, 70 km väster om huvudstaden Ulaanbaatar.